# Kinetine
Kinetine (6-furfurylaminopurine) is een cytokinine. Het wordt in de landbouw gebruikt als plantengroeiregelaar. In aanwezigheid van een auxine bevordert het de vorming van callus, de celdeling, celdifferentiatie en celgroei, en de kieming en fruitvorming. Het kan verouderingsverschijnselen vertragen en de bladeren langer groen laten blijven.
Kinetine is ook een ingrediënt in een aantal cosmetische producten voor huidverzorging. Kinetine blijkt verouderingsverschijnselen in fibroblasten van de menselijke huid te vertragen.